# 1H,1H,2H,2H-全氟辛磺酸
1H,1H,2H,2H-全氟辛磺酸是一种有机化合物，化学式为C8H5F13O3S。它可由1H,1H,2H,2H-全氟辛硫醇在盐酸/溴体系中氧化制得。它的辛醇水分配系数（logKOW）为3.47–3.98。